# Зимові Олімпійські ігри 1988
Зимові Олімпійські ігри 1988 або XV Зимові Олімпійські ігри — міжнародне спортивне змагання із зимових видів спорту, яке проходило під егідою Міжнародного олімпійського комітету у місті Калгарі, Канада з 13 лютого по 28 лютого 1988 року.
Українські спортсмени виступали на іграх в складі збірної СРСР. Бронзовим призером Олімпіади став український фігурист Віктор Петренко.

## Учасники
- Андорра  (4)
- Аргентина  (16)
- Австралія  (24)
- Австрія  (93)
- Бельгія  (4)
- Болівія  (7)
- Болгарія  (31)
- Канада  (147)
- Чилі  (6)
- Китай  (20)
- Китайський Тайбей  (13)
- Коста-Рика  (2)
- Кіпр  (3)
- Чехословаччина  (62)
- Данія  (11)
- Фіджі  (1)
- Фінляндія  (60)
- Франція  (92)
- НДР  (56)
- ФРН  (116)
- Велика Британія  (70)
- Греція  (7)
- Гуам  (1)
- Гватемала  (7)
- Угорщина  (6)
- Ісландія  (3)
- Індія  (3)
- Італія  (85)
- Ямайка  (6)
- Японія  (63)
- Північна Корея  (6)
- Південна Корея  (33)
- Ліван  (4)
- Ліхтенштейн  (13)
- Люксембург  (1)
- Мексика  (12)
- Монако  (4)
- Монголія  (3)
- Марокко  (3)
- Нідерланди  (23)
- Нідерландські Антильські острови  (3)
- Нова Зеландія  (11)
- Норвегія  (89)
- Філіппіни  (1)
- Польща  (33)
- Португалія  (5)
- Пуерто-Рико  (10)
- Румунія  (14)
- Сан-Марино  (5)
- СРСР  (119)
- Іспанія  (13)
- Швеція  (91)
- Швейцарія  (94)
- Туреччина  (8)
- США  (167)
- Американські Віргінські Острови  (8)
- Югославія  (23)

## Медальний залік
Топ-10 неофіційного національного медального заліку:
| Місце | Країна     | Золото | Срібло | Бронза | Загалом |
| ----- | ---------- | ------ | ------ | ------ | ------- |
| 1     | СРСР       | 11     | 9      | 9      | 29      |
| 2     | НДР        | 9      | 10     | 6      | 25      |
| 3     | Швейцарія  | 5      | 5      | 5      | 15      |
| 4     | Фінляндія  | 4      | 1      | 2      | 7       |
| 5     | Швеція     | 4      | 0      | 2      | 6       |
| 6     | Австрія    | 3      | 5      | 2      | 10      |
| 7     | Нідерланди | 3      | 2      | 2      | 7       |
| 8     | ФРН        | 2      | 4      | 2      | 8       |
| 9     | США        | 2      | 1      | 3      | 6       |
| 10    | Італія     | 2      | 1      | 2      | 5       |